# Юкчин

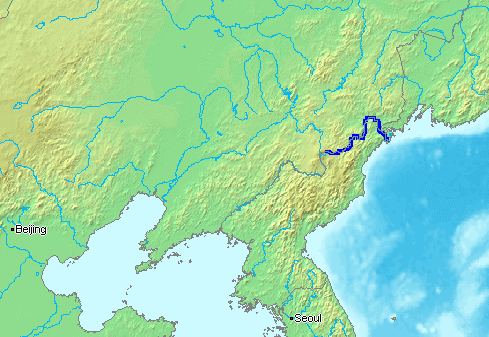
Территория юкчинской оборонительной полосы у южного берека р. Туманная после присоединения к средневековой Корее в 1434 году

Юкчин (букв. «шестиградье») — средневековая пограничная линия корейского государства на территории современной провинции Хамгён-пукто. Крепости («чин») Чонсон (вместо Нёнбук), Онсон, Кёнвон, Кёнхын, Пурён, Хверён располагались вдоль среднего и нижнего течения реки Туманган (Туманная) на землях присоединенных к территории средневековой Кореи в 1434 году, во время правления короля Седжона. Юкчин был освоен с целью защиты от нападений с северо-запада кочевников чжурчжэней. Региона заселялся в основном в XV веке семьями военных и Пхеньяна, а потому юкчинский диалект непохож на окружающий его хамгёнский диалект. Из Юкчина против кочевников предпринимались карательные операции, самые значительные в 1437, 1460, 1467, 1479 и 1491 гг. Но в этих же крепостях для торговли с чжурчжэнями были основаны и особые рынки. Некоторые более миролюбивые чжурчжэни также получили право селиться здесь в качестве федератов. Суровый климат региона, впрочем, не очень подходил для рисосеяния, а потому сельское хозяйство не получило здесь широкого развития. К середине XIX века среди местного корейского крестянства начала ощущаться нехватка земли и юкчинцы массово устремились на другой берег Тумангана, оказавшись на российской территории сначала случайно (по результатам уступки Приморья России в 1860 году), но потом продолжали переселяться в российские Приморье и Приамурье вполне осознанно вплоть до 1930-х годов. После 1895 года к ним присоединились и выходцы из других регионов.